# الإسلام في موزمبيق
الإسلام في موزمبيق هو دين ما يقرب من أربعة ملايين من الموزامبيقيين أي حوالي 18٪ إلى 20٪ من مجموع السكان. وفقًا لمصادر إسلامية محلية، 25 إلى 30٪ من الموزمبيقيين مسلمون. الغالبية العظمى من المسلمين هم من أهل السنة والجماعة على الرغم من أن بعض المسلمين شيعة إسماعيليون.جائ الإسلام إلى موزمبيق من قبل التجار الذين يزورون الساحل السواحلي، حيث كانت المنطقة جزءًا من شبكة اقتصادية إسلامية امتدت عبر المحيط الهندي. معظم المسلمين في موزمبيق هم من السكان الأصليين. وهناك أقلية صغيرة من الهنود والباكستانيين. كما يوجد مهاجرون من الشرق الأوسط وشمال أفريقيا.

## قبل الاستعمار
موزامبيق تربطها علاقات تاريخية مع العالم الإسلامي ومعظمها عن طريق تجارة الرقيق عبر المدن الساحلية التي كانت بمثابة معظم الجزء الجنوبي من تجارة الرقيق في المحيط الهندي. ميناء سفالة السابق كان مشهورا لتجارته في العبيد، العاج، الذهب، والحديد مع العالم الإسلامي في الشرق الأوسط والهند ومركز تجاري أنشئه وتحكم فيه شيوخ عرب. يعتقد أن ما يقرب من جميع سكان المدن مسلمون حتى ما قبل وصول البرتغاليين في 1505. سفالة والكثير من بقية مدن موزامبيق الساحلية كان جزءا من سلطنة كيلوا مع وصول العرب (الذي يعتقد أن يكون في القرن الثاني عشر) حتى احتلالها في القرن السادس عشر.
بداية تجارة الرقيق العربية في موزامبيق تعود إلى القرن الرابع الهجري عندما أنشأ المسلمون إمارات على ساحل شرق أفريقيا. توسعت تجارة الرقيق حتى الجنوب خلال خلال فترة سلالة آل بو سعيد العمانيين.

## خلال الاستعمار

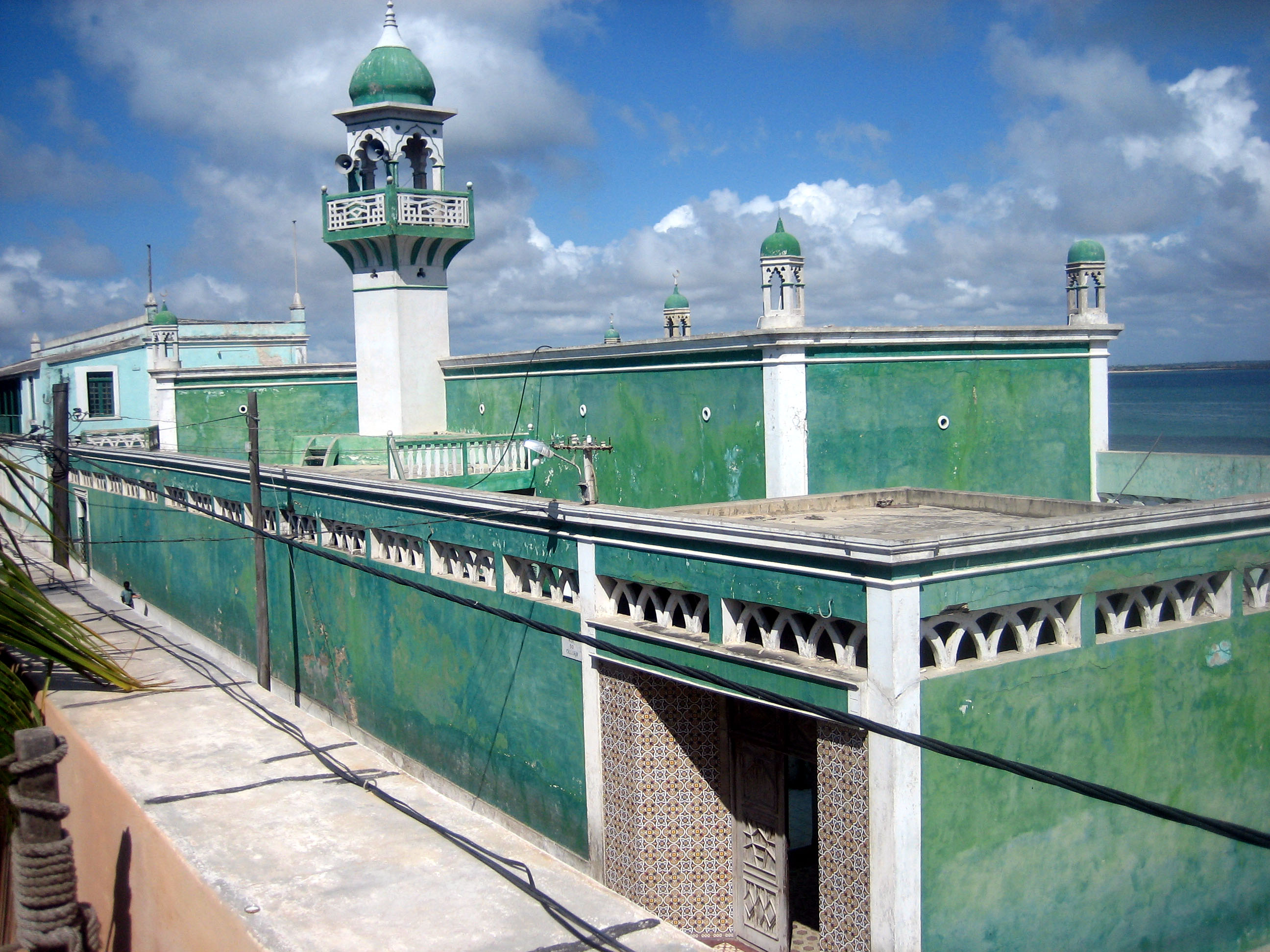
مسجد في موزمبيق

واجه الإسلام تحديات خطيرة في موزمبيق خلال الحقبة الاستعمارية. خلال فترة إستادو نوفو (1926-1974) أصبحت المسيحية الكاثوليكية الديانة المهيمنة بعد تحالف رسمي بين الكنيسة والحكومة. فقط مع بداية حرب تحرير الدولة قلت المعارضة للإسلام ومحاولة ضمهم إلى لجنة الدين من أجل تجنب حدوث انشقاق في حركة التحرير.

## موزامبيق الحديثة
منذ نهاية الحقبة الاشتراكية (1989 فصاعدا) استطاع المسلمون جذب أتباع بحرية وبناء مساجد جديدة. شق المسلمين أيضا طريقهم إلى البرلمان. العديد من المنظمات الإسلامية الجنوب الأفريقية والكويتية وغيرهما تنشط في موزامبيق أبرزها وكالة المسلم الأفريقية. تم إنشاء الجامعة الإسلامية في نامبولا ولها فرع في إنهامبان. موزامبيق أيضا عضو نشط في منظمة المؤتمر الإسلامي.

## مسلمون بارزون
- أمادي كمال: نائب برلماني عن محافظة نامبولا.
- الشيخ أمين الدين محمد: رئيس المجلس الإسلامي.